# Thijs Al
Thijs Joris Al (nascido em 16 de junho de 1980) é um ciclista holandês, especializado em competições de mountain bike e ciclocross.
Thijs Al competiu representando os Países Baixos no cross-country nos Jogos Olímpicos de Verão de 2004 em Atenas, terminando na 25ª posição.